# Claude McKay
Claude McKay (Claredon, 15 september 1890 - Chicago, 22 mei 1948) was een Jamaicaans-Amerikaanse schrijver en dichter. In 1912 verhuisde hij van Jamaica naar de Verenigde Staten voor hoger onderwijs. McKay raakte daar actief betrokken bij politiek activisme, geïnspireerd door het werk van W.E.B. Du Bois. In 1914 vestigde hij zich in New York, waar hij in 1919 het beroemde gedicht If We Must Die schreef als reactie op racistische spanningen na de Eerste Wereldoorlog.
McKay was een sleutelfiguur in de Harlem Renaissance, een culturele beweging die Afro-Amerikaanse kunst en literatuur in de jaren twintig van de twintigste eeuw bevorderde. Zijn debuutroman, Home to Harlem uit 1928, werd een bestseller en een prominente literatuurprijs van de Harmon Foundation. Dit markeerde het begin van zijn succes als romanschrijver.
Gedurende zijn carrière schreef McKay vijf romans, waaronder Banjo uit 1929 en Banana Bottom uit 1933, die diepgaande thema's van culturele identiteit en raciale spanningen verkenden. Hij publiceerde ook poëzie, waaronder het invloedrijke Harlem Shadows uit 1922, en non-fictiewerken zoals Harlem: Negro Metropolis uit 1940.
In de jaren twintig was McKay betrokken bij linkse politieke bewegingen en reisde hij naar de Sovjet-Unie, waar hij kritisch keek naar het communistische regime. Zijn politieke overtuigingen evolueerden in de jaren veertig, waarin hij zich tot het katholicisme bekeerde. Claude McKay overleed op 22 mei 1948 op 58-jarige leeftijd in Chicago.